# Sylvioidea
Sylvioidea — надродина горобцеподібних птахів, одна з трьох основних клад Passerida поряд з Muscicapoidea і Passeroidea. Містить близько 1300 видів у 24 родинах. Члени надродини трапляються по всьому світу.

## Систематика
Надродина Sylvioidea вперше була запропонована в 1990 році у класифікації Сіблі-Алківіста на основі експериментів з гібридизацією ДНК-ДНК. Пізніші дослідження, засновані на порівнянні послідовностей ДНК не підтвердили включення деяких родин, такі як Certhiidae (підкоришники), Sittidae (повзики), Paridae (синиці) і Regulidae (золотомушки), але підтримали додавання Alaudidae (жайворонки).
Деякі родини в межах Sylvioidea були значно перероблені. Зокрема, з кропив'янкових і тимелієвих виділено декілька нових родин, а деякі види були перенесені з однієї родини в іншу.

### Список родин
- Leiothrichidae (133 види)
- Pellorneidae (65 видів)
- Timaliidae : тимелієві (57 видів)
- Zosteropidae : окулярникові (146 видів)
- Sylviidae : кропив'янкові (34 види)
- Alcippeidae: альцепинові (10 видів)
- Paradoxornithidae: суторові (37 видів)
- Cettiidae (31 вид)
- Scotocercidae : вертункові (1 вид)
- Erythrocercidae: рудоголові монархи (3 види)
- Aegithalidae: довгохвості синиці (13 видів)
- Hyliidae: гілії (2 види)[4]
- Phylloscopidae: вівчарики (80 видів)
- Pycnonotidae: бюльбюлі (160 видів)
- Hirundinidae: ластівки (88 видів)
- Bernieridae (11 видів)
- Donacobiidae : мімик (1 вид)
- Locustellidae: кобилочки (66 видів)
- Acrocephalidae: очеретянки (62 види)
- Pnoepygidae: тимелія-куцохвіст (5 видів)
- Cisticolidae: тамікові (163 види)
- Macrosphenidae: кромбеки (18 видів)
- Alaudidae: жайворонки (98 видів)
- Panuridae : синиця вусата (1 вид)
- Nicatoridae: нікатори (3 види)